# Federação Angolana de Andebol

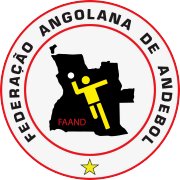
Logótipo Federação Angolana de Andebol

A Federação Angolana de Andebol, designada pela sigla F.A.AND, é o organismo que dirige as competições oficiais de andebol em Angola
Foi fundada a 20 de maio de 1974 e foi nomeado como presidente o Sr. Francisco António de Almeida. Todos os anos, a 20 de maio, celebra-se o Dia Nacional do Andebol, para assinalar o dia em que, pela primeira vez, se organizou um torneio de andebol em Angola Em 1976 a federação começou a funcionar oficialmente.
A F.A.AND está filiada na International Handeball federatiion (I.H.F.), na Confederatión Africaine de Handeball (CAHB) e no Comité Olímpico Angolano, com a autorização do Ministério da Juventude e Desporto.
A F.A.AND supervisiona as actividades das 18 associações distritais de andebol do país. Anualmente, a federação organiza o campeonato nacional masculino, o campeonato nacional feminino, a Taça e a Supertaça de Angola, incluindo nas categorias etárias mais jovens.

## Equipa
- Seleção Angolana de Andebol Masculino
- Seleção Angolana de Andebol Feminino